# 1265 dans les croisades
- Mamelouks :     Az-Zâhir Rukn ad-Dîn Baybars al-Bunduqdari

Cette page regroupe les évènements concernant les Croisades qui sont survenus en 1265 :
- 27 février : prise de Césarée par Baybars[1].
- 5 mars : prise de Caïffa par Baybars[2].
- 26 avril : prise d'Arsouf par Baybars[1].